# Imaginaerum Tour
Imaginaerum World Tour foi a quinta turnê mundial da banda finlandesa de metal sinfônico Nightwish, realizada para promover o sétimo álbum da banda, Imaginaerum.
A banda iniciou a turnê em Los Angeles, Estados Unidos em 21 de janeiro de 2012, e depois embarcaram no 70000 Tons of Metal, um festival de heavy metal que ocorreu a bordo de um cruzeiro pelos mares do Caribe durante uma semana. Em março a banda se apresentou pela Finlândia e fez outras poucas apresentações, com uma grande etapa de concertos na Europa em abril e maio; em seguida a banda se apresentou em alguns festivais europeus, incluindo o Download Festival na Inglaterra. A turnê ainda passou pela América Latina, Oceania e Japão, encerrando em 11 de agosto de 2013 no M'era Luna Festival na Alemanha, após uma série de shows em festivais.
A banda incrementou suas performances com o uso de vários elementos de performance, como pirotecnia, explosões de confete e o uso de vários telões que mostram imagens teatrais relacionadas às músicas apresentadas, com a banda também contando com o músico inglês Troy Donockley em todas as datas. Esta também foi a última turnê com a vocalista Anette Olzon, e sua última apresentação com a banda ocorreu em 29 de setembro de 2012 na cidade de Salt Lake City; ela foi substituída pela holandesa Floor Jansen a partir de 1 de outubro.

## Repertório
A seguir estão listadas as canções tocadas ao vivo pela banda durante a turnê:
Wishmaster
- "She Is My Sin"
- "Come Cover Me"
- "Wishmaster"

Over the Hills and Far Away
- "Over the Hills and Far Away"

Century Child
- "Bless the Child"
- "Dead to the World"
- "Ever Dream"

Once
- "Dark Chest of Wonders"
- "Wish I Had an Angel"
- "Nemo"
- "Planet Hell"
- "The Siren"
- "Romanticide"
- "Ghost Love Score"
- "Higher Than Hope"

Dark Passion Play
- "The Poet and the Pendulum"
- "Amaranth"
- "The Islander"
- "Last of the Wilds"
- "7 Days to the Wolves"
- "Escapist"

Imaginaerum
- "Taikatalvi"
- "Storytime"
- "Ghost River"
- "Slow, Love, Slow"
- "I Want My Tears Back"
- "Scaretale"
- "Arabesque"
- "Rest Calm"
- "The Crow, the Owl and the Dove"
- "Last Ride of the Day"
- "Song of Myself"

Outros
- "Finlandia" (cover de Jean Sibelius)
- "The Mug of Brown Ale" (cover de [traditional])
- "Show Me How to Die" (cover de Battle Beast)

## Bandas de apoio
- Amorphis (Los Angeles, Estados Unidos)
- Dommin (Los Angeles, Estados Unidos)
- Poisonblack (Joensuu–Tampere, Finlândia 2012)
- Battle Beast (Gotemburgo, Suécia–Estugarda, Alemanha)
- Eklipse (Copenhague, Dinamarca–Estugarda, Alemanha)
- Kamelot (América do Norte 2012)
- Pain (Manchester, Inglaterra–Glasgow, Escócia)
- Black Majesty (algumas datas na Oceania)
- Eyefear (algumas datas na Oceania)
- Sabaton (algumas datas na Oceania)
- Darker Half (algumas datas na Oceania)

## Datas
Todas as datas estão de acordo com o website oficial da banda:
| Data                   | Cidade            | País           | Local                         |
| ---------------------- | ----------------- | -------------- | ----------------------------- |
| América do Norte       |                   |                |                               |
| 19 de janeiro de 2012  | Los Angeles       | Estados Unidos | Key Club[A]                   |
| 21 de janeiro de 2012  | Los Angeles       | Estados Unidos | Gibson Amphiteater            |
| 23 de janeiro de 2012  | Caribe            | Estados Unidos | 70000 Tons of Metal           |
| Europa                 |                   |                |                               |
| 2 de março de 2012     | Joensuu           | Finlândia      | Areena                        |
| 3 de março de 2012     | Sotkamo           | Finlândia      | Vuokattihalli                 |
| 4 de março de 2012     | Oulu              | Finlândia      | Teatria                       |
| 9 de março de 2012     | Jyväskylä         | Finlândia      | Paviljonki Areena             |
| 10 de março de 2012    | Helsinque         | Finlândia      | Helsinque Ice Hall            |
| 11 de março de 2012    | Tampere           | Finlândia      | Tampere Ice Hall              |
| 14 de março de 2012    | São Petersburgo   | Rússia         | Yubileiny                     |
| 15 de março de 2012    | Moscou            | Rússia         | Crocus City Hall              |
| 17 de março de 2012    | Kiev              | Ucrânia        | MVC                           |
| 10 de abril de 2012    | Gotemburgo        | Suécia         | Lisebergshallen               |
| 11 de abril de 2012    | Copenhague        | Dinamarca      | Falconer Theater              |
| 13 de abril de 2012    | Amsterdã          | Países Baixos  | Heineken Music Hall           |
| 14 de abril de 2012    | Düsseldorf        | Alemanha       | ISS Dome                      |
| 16 de abril de 2012    | Bruxelas          | Bélgica        | Forest National               |
| 17 de abril de 2012    | Paris             | França         | AccorHotels Arena             |
| 18 de abril de 2012    | Nantes            | França         | Le Zénith                     |
| 20 de abril de 2012    | Lyon              | França         | Halle Tony Garnier            |
| 21 de abril de 2012    | Esch-sur-Alzette  | Luxemburgo     | Rockhal                       |
| 23 de abril de 2012    | Frankfurt am Main | Alemanha       | Jahrhunderthalle              |
| 24 de abril de 2012    | Zurique           | Suíça          | Hallenstadion                 |
| 25 de abril de 2012    | Milão             | Itália         | Forum                         |
| 27 de abril de 2012    | Viena             | Áustria        | Gasometer                     |
| 29 de abril de 2012    | Budapeste         | Hungria        | Budapest Sports Arena         |
| 30 de abril de 2012    | Praga             | Chéquia        | Tipsport Arena                |
| 1 de maio de 2012      | Lípsia            | Alemanha       | Arena                         |
| 3 de maio de 2012      | Hamburgo          | Alemanha       | Barclaycard Arena             |
| 5 de maio de 2012      | Nurembergue       | Alemanha       | Arena                         |
| 6 de maio de 2012      | Estugarda         | Alemanha       | Hanns-Martin-Schleyer-Halle   |
| 8 de maio de 2012      | Liubliana         | Eslovênia      | Tivoli Hall                   |
| Festivais de Verão     |                   |                |                               |
| 2 de junho de 2012     | Varsóvia          | Polónia        | Ursynalia Festival            |
| 8 de junho de 2012     | Leicestershire    | Inglaterra     | Download Festival             |
| 10 de junho de 2012    | Nickelsdorf       | Áustria        | Nova Rock Festival            |
| 15 de junho de 2012    | Seinäjoki         | Finlândia      | Provinssirock                 |
| 30 de junho de 2012    | Letisko Piešťany  | Eslováquia     | Topfest 2012                  |
| 5 de julho de 2012     | Gevália           | Suécia         | Getaway Rock Festival         |
| 7 de julho de 2012     | Turku             | Finlândia      | Ruisrock                      |
| 12 de julho de 2012    | Montreux          | Suíça          | Montreux Jazz Festival        |
| 14 de julho de 2012    | Vizovice          | Chéquia        | Masters of Rock               |
| 21 de julho de 2012    | Benicasim         | Espanha        | Costa de Fuego Festival       |
| 28 de julho de 2012    | Kuopio            | Finlândia      | RockCock Festival             |
| 5 de agosto de 2012    | Colmar            | França         | Foire Aux Vins                |
| 25 de agosto de 2012   | Trondheim         | Noruega        | Borggården Festival           |
| América do Norte       |                   |                |                               |
| 12 de setembro de 2012 | Atlanta           | Estados Unidos | Center Stage                  |
| 13 de setembro de 2012 | Atlanta           | Estados Unidos | Center Stage                  |
| 15 de setembro de 2012 | Nova York         | Estados Unidos | Beacon Theatre                |
| 16 de setembro de 2012 | Filadélfia        | Estados Unidos | Electric Factory              |
| 17 de setembro de 2012 | Worcester         | Estados Unidos | The Palladium                 |
| 19 de setembro de 2012 | Montreal          | Canadá         | CEPSUM University of Montreal |
| 20 de setembro de 2012 | Toronto           | Canadá         | Sound Academy                 |
| 21 de setembro de 2012 | Columbus          | Estados Unidos | Newport Music Hall            |
| 23 de setembro de 2012 | Royal Oak         | Estados Unidos | Royal Oak Music Theatre       |
| 24 de setembro de 2012 | Chicago           | Estados Unidos | Congress Theater              |
| 25 de setembro de 2012 | Sauget            | Estados Unidos | Pop's                         |
| 27 de setembro de 2012 | Kansas City       | Estados Unidos | The Beaumont Club             |
| 28 de setembro de 2012 | Denver            | Estados Unidos | Ogden Theater                 |
| 29 de setembro de 2012 | Salt Lake City    | Estados Unidos | The Complex                   |
| 1 de outubro de 2012   | Seattle           | Estados Unidos | Showbox SoDo                  |
| 2 de outubro de 2012   | Portland          | Estados Unidos | Crystal Ballroom              |
| 3 de outubro de 2012   | São Francisco     | Estados Unidos | The Warfield                  |
| 5 de outubro de 2012   | Anaheim           | Estados Unidos | The Grove                     |
| 6 de outubro de 2012   | San Diego         | Estados Unidos | House of Blues                |
| 7 de outubro de 2012   | Phoenix           | Estados Unidos | Marquee Theatre               |
| 9 de outubro de 2012   | Oklahoma City     | Estados Unidos | Diamond Ballroom              |
| 10 de outubro de 2012  | Austin            | Estados Unidos | Emos                          |
| 11 de outubro de 2012  | Nova Orleães      | Estados Unidos | House of Blues                |
| 13 de outubro de 2012  | Fort Lauderdale   | Estados Unidos | Revolution                    |
| 14 de outubro de 2012  | Lake Buena Vista  | Estados Unidos | House of Blues                |
| Europa                 |                   |                |                               |
| 4 de novembro de 2012  | Manchester        | Inglaterra     | O2 Manchester Apollo          |
| 5 de novembro de 2012  | Londres           | Inglaterra     | Brixton Academy               |
| 6 de novembro de 2012  | Birmingham        | Inglaterra     | O2 Academy                    |
| 7 de novembro de 2012  | Glasgow           | Escócia        | O2 Academy                    |
| 10 de novembro de 2012 | Helsinque         | Finlândia      | Hartwall Areena               |
| América Latina         |                   |                |                               |
| 28 de novembro de 2012 | Cidade do México  | México         | Teatro Metropolitan           |
| 29 de novembro de 2012 | Cidade do México  | México         | Teatro Metropolitan           |
| 1 de dezembro de 2012  | San Juan          | Porto Rico     | Anfiteatro Tito Puente        |
| 3 de dezembro de 2012  | San José          | Costa Rica     | Peppers Club                  |
| 5 de dezembro de 2012  | Lima              | Peru           | Centro San Miguel             |
| 9 de dezembro de 2012  | Porto Alegre      | Brasil         | Opinião                       |
| 10 de dezembro de 2012 | Rio de Janeiro    | Brasil         | Circo Voador                  |
| 12 de dezembro de 2012 | São Paulo         | Brasil         | Credicard Hall                |
| 14 de dezembro de 2012 | Buenos Aires      | Argentina      | El Teatro Flores              |
| 15 de dezembro de 2012 | Buenos Aires      | Argentina      | El Teatro Flores              |
| Oceania                |                   |                |                               |
| 4 de janeiro de 2013   | Brisbane          | Austrália      | The Arena                     |
| 8 de janeiro de 2013   | Auckland          | Nova Zelândia  | The Studio                    |
| 11 de janeiro de 2013  | Sydney            | Austrália      | Enmore Theater                |
| 14 de janeiro de 2013  | Melbourne         | Austrália      | Palace Theater                |
| 15 de janeiro de 2013  | Melbourne         | Austrália      | Palace Theater                |
| 18 de janeiro de 2013  | Adelaide          | Austrália      | HQ Complex                    |
| 20 de janeiro de 2013  | Fremantle         | Austrália      | The Metropolis                |
| Ásia                   |                   |                |                               |
| 21 de maio de 2013     | Osaka             | Japão          | Namba Hatch                   |
| 23 de maio de 2013     | Nagoia            | Japão          | Diamond Hall                  |
| 24 de maio de 2013     | Tóquio            | Japão          | Liquidroom                    |
| 25 de maio de 2013     | Tóquio            | Japão          | Studio Coast                  |
| Festivais de Verão     |                   |                |                               |
| 8 de junho de 2013     | Tampere           | Finlândia      | Sauna Open Air                |
| 15 de junho de 2013    | Interlaken        | Suíça          | Greenfield Festival           |
| 30 de junho de 2013    | Helsinque         | Finlândia      | Tuska Open Air                |
| 4 de julho de 2013     | Jbeil             | Líbano         | Byblos Festival               |
| 11 de julho de 2013    | Lakselv           | Noruega        | Midnattsrocken                |
| 13 de julho de 2013    | Joensuu           | Finlândia      | Ilosaarirock                  |
| 20 de julho de 2013    | Vuokatti          | Finlândia      | Sotkamon Syke Festival        |
| 27 de julho de 2013    | Liberec           | Chéquia        | Benatska Noc Festival         |
| 3 de agosto de 2013    | Wacken            | Alemanha       | Wacken Open Air               |
| 10 de agosto de 2013   | Courtrai          | Bélgica        | Alcatraz Festival             |
| 11 de agosto de 2013   | Hildesheim        | Alemanha       | M'era Luna Festival           |

- A↑  Este foi um concerto secreto no qual a banda tocou sob o nome Rubber Band of Wolves.

## Créditos

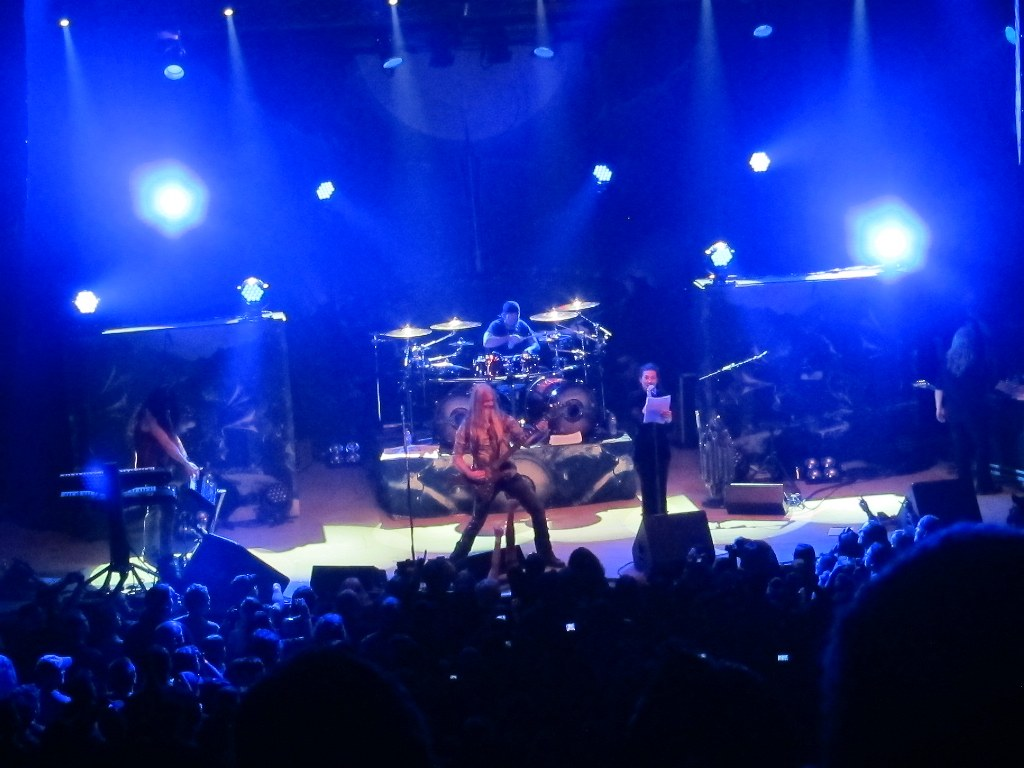
Concerto da banda na cidade de Denver em 28 de setembro de 2012. Neste show, Anette foi hospitalizada e substituída pelas cantoras Elize Ryd (ao centro) e Alissa White-Gluz (não aparece na foto).

### A banda
- Tuomas Holopainen – teclado
- Emppu Vuorinen – guitarra
- Jukka Nevalainen – bateria
- Marco Hietala – baixo, vocais
- Anette Olzon – vocais (até 29 de setembro de 2012)

### Músicos convidados
- Troy Donockley – gaita irlandesa, tin whistle, vocais
- Elize Ryd – vocais (em 28 de setembro de 2012 e 14 de outubro de 2012)
- Alissa White-Gluz – vocais (em 28 de setembro de 2012 e 14 de outubro de 2012)
- Floor Jansen – vocais (a partir de 1 de outubro de 2012)
- Tommy Karevik – vocais (em 14 de outubro de 2012)
- Pekka Kuusisto – violino (em 10 de novembro de 2012)